# Mykoła Michnowski

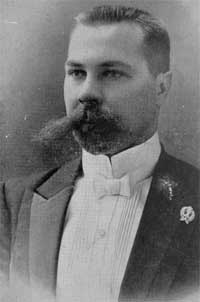
Mykoła Michnowski

Mykoła Iwanowycz Michnowski, ukr. Микола Іванович Міхновський (ur. 19 marca?/31 marca 1873 w Turiwce w guberni połtawskiej, zm. 3 maja 1924 w Kijowie) – ukraiński socjalista, działacz polityczny i społeczny, prawnik, publicysta, jeden z organizatorów Armii Ukraińskiej Republiki Ludowej.
Współzałożyciel tajnej organizacji Bractwo Tarasowców oraz pierwszej ukraińskiej partii politycznej w Imperium Rosyjskim –  Ukraińskiej Partii Rewolucyjnej, lider Ukraińskiej Partii Socjalistycznej oraz Ukraińskiej Partii Ludowej, współzałożyciel Ukraińskiej Partii Demokratyczno-Chłopskiej, członek Bractwa Niepodległościowców.
Jeden z przedstawicieli ukraińskiego nacjonalizmu, jeszcze przed I wojną światową postulował powstanie niepodległego państwa ukraińskiego. Sformułował hasło: „Ukraina dla Ukraińców”, opracował treść tzw. 10 Przykazań.
Inicjator utworzenia Ukraińskiego Klubu Wojskowego im. hetmana Pawła Połubotka, organizator wystąpienia połubotkowców.